# Miguel Mea Vitali
Miguel Mea Vitali   (Caracas, 19 de febrer de 1981) és un futbolista veneçolà de la dècada de 2000.
Fou 87 cops internacional amb la selecció de Veneçuela.
Pel que fa a clubs, fou jugador, entre d'altres, de Caracas FC, UE Lleida, SS Lazio i Chacarita Juniors.